# Dichromodes rostrata
Dichromodes rostrata är en fjärilsart som beskrevs av Turner 1930. Dichromodes rostrata ingår i släktet Dichromodes och familjen mätare. Inga underarter finns listade i Catalogue of Life.